# Lijst van planetoïden 59501-59600
| Naam      | Voorlopige naamgeving | Datum ontdekking | Ontdekker   |
| --------- | --------------------- | ---------------- | ----------- |
| (59501) - | 1999 JB9              | 7 mei 1999       | CSS         |
| (59502) - | 1999 JR9              | 8 mei 1999       | CSS         |
| (59503) - | 1999 JU9              | 8 mei 1999       | CSS         |
| (59504) - | 1999 JY9              | 8 mei 1999       | CSS         |
| (59505) - | 1999 JW10             | 9 mei 1999       | CSS         |
| (59506) - | 1999 JD11             | 9 mei 1999       | K. Korlević |
| (59507) - | 1999 JW12             | 14 mei 1999      | CSS         |
| (59508) - | 1999 JP13             | 10 mei 1999      | LINEAR      |
| (59509) - | 1999 JR13             | 10 mei 1999      | LINEAR      |
| (59510) - | 1999 JY13             | 10 mei 1999      | LINEAR      |
| (59511) - | 1999 JP14             | 10 mei 1999      | LINEAR      |
| (59512) - | 1999 JW14             | 10 mei 1999      | LINEAR      |
| (59513) - | 1999 JX14             | 10 mei 1999      | LINEAR      |
| (59514) - | 1999 JY14             | 12 mei 1999      | LINEAR      |
| (59515) - | 1999 JP15             | 15 mei 1999      | CSS         |
| (59516) - | 1999 JX15             | 10 mei 1999      | LINEAR      |
| (59517) - | 1999 JA16             | 15 mei 1999      | Spacewatch  |
| (59518) - | 1999 JX17             | 10 mei 1999      | LINEAR      |
| (59519) - | 1999 JK18             | 10 mei 1999      | LINEAR      |
| (59520) - | 1999 JY18             | 10 mei 1999      | LINEAR      |
| (59521) - | 1999 JS20             | 10 mei 1999      | LINEAR      |
| (59522) - | 1999 JR21             | 10 mei 1999      | LINEAR      |
| (59523) - | 1999 JM22             | 10 mei 1999      | LINEAR      |
| (59524) - | 1999 JU22             | 10 mei 1999      | LINEAR      |
| (59525) - | 1999 JE23             | 10 mei 1999      | LINEAR      |
| (59526) - | 1999 JS23             | 10 mei 1999      | LINEAR      |
| (59527) - | 1999 JE24             | 10 mei 1999      | LINEAR      |
| (59528) - | 1999 JK24             | 10 mei 1999      | LINEAR      |
| (59529) - | 1999 JT24             | 10 mei 1999      | LINEAR      |
| (59530) - | 1999 JU24             | 10 mei 1999      | LINEAR      |
| (59531) - | 1999 JW25             | 10 mei 1999      | LINEAR      |
| (59532) - | 1999 JD26             | 10 mei 1999      | LINEAR      |
| (59533) - | 1999 JT26             | 10 mei 1999      | LINEAR      |
| (59534) - | 1999 JH27             | 10 mei 1999      | LINEAR      |
| (59535) - | 1999 JQ27             | 10 mei 1999      | LINEAR      |
| (59536) - | 1999 JP28             | 10 mei 1999      | LINEAR      |
| (59537) - | 1999 JQ29             | 10 mei 1999      | LINEAR      |
| (59538) - | 1999 JR29             | 10 mei 1999      | LINEAR      |
| (59539) - | 1999 JU30             | 10 mei 1999      | LINEAR      |
| (59540) - | 1999 JC31             | 10 mei 1999      | LINEAR      |
| (59541) - | 1999 JE31             | 10 mei 1999      | LINEAR      |
| (59542) - | 1999 JG31             | 10 mei 1999      | LINEAR      |
| (59543) - | 1999 JU31             | 10 mei 1999      | LINEAR      |
| (59544) - | 1999 JH32             | 10 mei 1999      | LINEAR      |
| (59545) - | 1999 JZ32             | 10 mei 1999      | LINEAR      |
| (59546) - | 1999 JV34             | 10 mei 1999      | LINEAR      |
| (59547) - | 1999 JS35             | 10 mei 1999      | LINEAR      |
| (59548) - | 1999 JU35             | 10 mei 1999      | LINEAR      |
| (59549) - | 1999 JE36             | 10 mei 1999      | LINEAR      |
| (59550) - | 1999 JH37             | 10 mei 1999      | LINEAR      |
| (59551) - | 1999 JL37             | 10 mei 1999      | LINEAR      |
| (59552) - | 1999 JM38             | 10 mei 1999      | LINEAR      |
| (59553) - | 1999 JP40             | 10 mei 1999      | LINEAR      |
| (59554) - | 1999 JW40             | 10 mei 1999      | LINEAR      |
| (59555) - | 1999 JE41             | 10 mei 1999      | LINEAR      |
| (59556) - | 1999 JF41             | 10 mei 1999      | LINEAR      |
| (59557) - | 1999 JH41             | 10 mei 1999      | LINEAR      |
| (59558) - | 1999 JR41             | 10 mei 1999      | LINEAR      |
| (59559) - | 1999 JD42             | 10 mei 1999      | LINEAR      |
| (59560) - | 1999 JG42             | 10 mei 1999      | LINEAR      |
| (59561) - | 1999 JQ42             | 10 mei 1999      | LINEAR      |
| (59562) - | 1999 JK43             | 10 mei 1999      | LINEAR      |
| (59563) - | 1999 JO45             | 10 mei 1999      | LINEAR      |
| (59564) - | 1999 JR46             | 10 mei 1999      | LINEAR      |
| (59565) - | 1999 JT46             | 10 mei 1999      | LINEAR      |
| (59566) - | 1999 JU46             | 10 mei 1999      | LINEAR      |
| (59567) - | 1999 JU47             | 10 mei 1999      | LINEAR      |
| (59568) - | 1999 JW47             | 10 mei 1999      | LINEAR      |
| (59569) - | 1999 JJ48             | 10 mei 1999      | LINEAR      |
| (59570) - | 1999 JX48             | 10 mei 1999      | LINEAR      |
| (59571) - | 1999 JY48             | 10 mei 1999      | LINEAR      |
| (59572) - | 1999 JA49             | 10 mei 1999      | LINEAR      |
| (59573) - | 1999 JK49             | 10 mei 1999      | LINEAR      |
| (59574) - | 1999 JE50             | 10 mei 1999      | LINEAR      |
| (59575) - | 1999 JB51             | 10 mei 1999      | LINEAR      |
| (59576) - | 1999 JM51             | 10 mei 1999      | LINEAR      |
| (59577) - | 1999 JS51             | 10 mei 1999      | LINEAR      |
| (59578) - | 1999 JA53             | 10 mei 1999      | LINEAR      |
| (59579) - | 1999 JO53             | 10 mei 1999      | LINEAR      |
| (59580) - | 1999 JC54             | 10 mei 1999      | LINEAR      |
| (59581) - | 1999 JD54             | 10 mei 1999      | LINEAR      |
| (59582) - | 1999 JE55             | 10 mei 1999      | LINEAR      |
| (59583) - | 1999 JM55             | 10 mei 1999      | LINEAR      |
| (59584) - | 1999 JT55             | 10 mei 1999      | LINEAR      |
| (59585) - | 1999 JV55             | 10 mei 1999      | LINEAR      |
| (59586) - | 1999 JB56             | 10 mei 1999      | LINEAR      |
| (59587) - | 1999 JJ56             | 10 mei 1999      | LINEAR      |
| (59588) - | 1999 JL56             | 10 mei 1999      | LINEAR      |
| (59589) - | 1999 JU56             | 10 mei 1999      | LINEAR      |
| (59590) - | 1999 JL57             | 10 mei 1999      | LINEAR      |
| (59591) - | 1999 JR58             | 10 mei 1999      | LINEAR      |
| (59592) - | 1999 JW58             | 10 mei 1999      | LINEAR      |
| (59593) - | 1999 JY58             | 10 mei 1999      | LINEAR      |
| (59594) - | 1999 JG59             | 10 mei 1999      | LINEAR      |
| (59595) - | 1999 JK60             | 10 mei 1999      | LINEAR      |
| (59596) - | 1999 JR60             | 10 mei 1999      | LINEAR      |
| (59597) - | 1999 JY60             | 10 mei 1999      | LINEAR      |
| (59598) - | 1999 JL61             | 10 mei 1999      | LINEAR      |
| (59599) - | 1999 JM62             | 10 mei 1999      | LINEAR      |
| (59600) - | 1999 JX62             | 10 mei 1999      | LINEAR      |